# Титанат барію
Титана́т ба́рію — неорганічна хімічна сполука з формулою BaTiO3, сегнетоелектрик. Монокристали титанату барію прозорі, а порошок — білого кольору. Сегнетоелектичні властивості титанату барію відкрив 1944 року уродженець Білої Церкви — Вул Бенціон Мойсейович.

## Структура

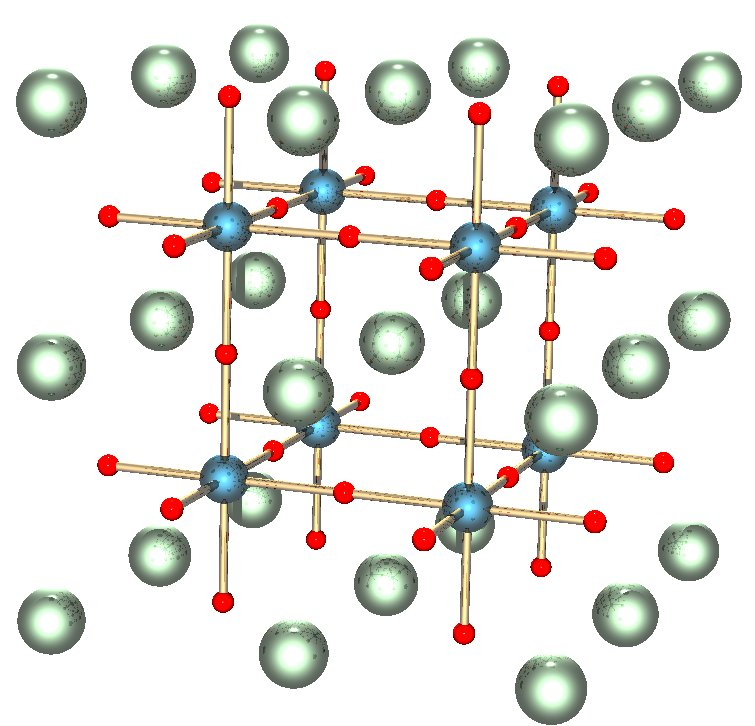
Структура кубічного BaTiO_{3}. Червоні сфери — центри оксидів, блакитні — катіонів Ti^{4+}, зелені — Ba^{2+}.

Титанат барію має п'ять термодинамічних фаз, у залежності від температури: гексагональну, кубічну, тетрагональну, орторомбічну й тригональну. Усі фази, крім кубічної, мають сегнетоелектричні властивості. Високотемпературна кубічна фаза найпростіша: вона складається з октаедричних центрів TiO6, що визначають куб, у вершинах якого перебуває Ti, а ребра мають вигляд Ti-O-Ti. Ba2+ розташовані в центрах куба і мають номінальне координаційне число 12. При нижчих температурах титанат барію переходить у фази з нижчою симетрією, при цьому Ba2+ зміщується із центра комірки. Саме ці зміщення й визначають незвичайні властивості речовини.

## Отримання
Титанат барію можна отримати, нагріваючи карбонат барію разом із двоокисом титану. Реакція відбувається через спікання в рідкій фазі. Монокристали вирощують при температурі 1100 °C із розплаву флуориду калію. Для легування додають домішки. Наприклад, таким чином отримують твердий розчин із титанатом стронцію. Розплав реагує з трихлоридом азоту з утворенням зеленої або сірої суміші, яка все ще зберігає сегнетоелектричні властивості.

## Застосування
Як діелектрик із високою діелектричною проникністю титанат барію використовують у конденсаторах, а також у мікрофонах та інших перетворювачах. Спонтанна поляризація титанату барію становить при кімнатній температурі приблизно 0,15 Кл/м2. Точка Кюрі — 120 °C. Як п'єзоелектрик його замінив цирконат титанат свинцю, відомий як PZT. Полікристалічний титанат барію має додатній температурний коефіцієнт, що робить його придатним для термісторів та електричних обігрівачів з терморегулюванням.
Ще одна галузь застосування титанату барію — нелінійна оптика. Він може використовуватися у видимій та близькій ультрафіолетовій області спектру. В ньому сильне зв'язування хвиль, що дозволяє використовувати його для чотирихвильового змішування. Для підвищення фоторефракції його легують іншими елементами, наприклад, залізом.
Тонкі плівки титанату барію мають властивості електрооптичної модуляції на частотах понад 40 ГГц.

## Виноски
1. ↑  Francis S. Galasso «Barium Titanate, BaTiO3» Inorganic Syntheses 1973, Volume 14, 142—143. doi:10.1002/9780470132456.ch28.
2. ↑  Wadhawan, Vinod K. (2000). Introduction to ferroic materials. CRC Press. с. 10. ISBN 978-90-5699-286-6. {{cite book}}: Вказано більш, ніж один |pages= та |page= (довідка)
3. ↑  Fe:LiNbO3 Crystal. Архів оригіналу за 22 липня 2013. Процитовано 6 червня 2009.
4. ↑  Tang, Pingsheng; Towner, D; Hamano, T; Meier, A; Wessels, B (2004). Electrooptic modulation up to 40 GHz in a barium titanate thin film waveguide modulator. Optics Express. 12 (24): 5962—7. doi:10.1364/OPEX.12.005962. PMID 19488237.